# Улица Фучика (Санкт-Петербург)
Улица Фу́чика — широтная улица в исторических районах Рылеево, Посёлок Шаумяна и Купчино Фрунзенского административного района Санкт-Петербурга. Проходит от Белградской до Софийской улицы по оси Кузнецовской улицы. Параллельна улице Салова и улице Белы Куна. По участку улицы Фучика от Белградской до Будапештской улицы проходит граница между муниципальными округами Купчино и Волковское.

## История
Улица получила название 16 января 1964 года в память о чехословацком журналисте и коммунисте Юлиусе Фучике (1903—1943).

## Пересечения
С запада на восток (по увеличению нумерации домов) улицу Фучика пересекают следующие улицы:
- Белградская улица — улица Фучика примыкает к ней;
- Будапештская улица — примыкание;
- Бухарестская улица — пересечение;
- Пражская улица — примыкание;
- Софийская улица — улица Фучика примыкает к ней.

## Транспорт
Ближайшие к улице Фучика станции метро — «Бухарестская» (около 600 м по Бухарестской улице) и «Международная» (около 1 км по Бухарестской улице) 5-й (Фрунзенско-Приморской) линии.
По улице проходят троллейбусные маршруты № 36, 39 и 42, а также автобусные маршруты № 57, 59 и 74.
Улицу Фучика по Бухарестской улице пересекает трамвайная линия (маршруты № 25, 43, 45 и 49).
Ближайшие к улице железнодорожные платформы — Пост 5 км (около 1,0 км по прямой от конца улицы), Фарфоровская (около 1,2 км по прямой от конца улицы), Воздухоплавательный парк (около 2,1 км по прямой от начала улицы) и Проспект Славы (около 2,6 км по Белградской улице от начала улицы Фучика).
Ближайшие грузовые железнодорожные станции — Витебская-Сортировочная (около 1,5 км по прямой от начала улицы) и Волковская (около 1,9 км по прямой от примыкания Пражской улицы).

## Общественно значимые объекты
- торгово-развлекательный центр «Рио» — дом 2;
- НИИ скорой помощи им. И. И. Джанелидзе (у примыкания Будапештской улицы) — Будапештская улица, дом 3;
- бизнес-центр «Альянс» — дом 4, литера К;
- Зал Царства Свидетелей Иеговы — дом 6, корпус 2;
- Санкт-Петербургский гуманитарный университет профсоюзов (между Бухарестской и Пражской улицами) — дом 15;
- строительный гипермаркет «Метрика» № 4 (напротив примыкания Пражской улицы) — дом 8;
- Учебный центр Санкт-Петербургского университета ГПС МЧС России — дом 10, корпус 1.